# Gruppo cosmonauti NPOE 6
Il gruppo cosmonauti NPOE-6 è stato selezionato il 15 febbraio 1984 ed è formato da due ingegneri di RKK Ėnergija, di cui solo uno è andato nello spazio. Hanno iniziato l'addestramento a novembre 1985 e l'hanno completato a ottobre 1986. Emel'janov si è ritirato per motivi medici senza essere mai andato nello spazio mentre Kaleri ha svolto cinque missioni di lunga durata, di cui tre sulla Mir e due sulla ISS.
- Sergej Emel'janov[1] (Rit.)
- Aleksandr Kaleri[2]

Sojuz TM-14 (Mir 11)
Sojuz TM-24 (Mir 22)
Sojuz TM-30 (Mir 28)
Sojuz TMA-3 (Exp 8)
Sojuz TMA-01M (Exp 25/26)